# فینال جام حذفی فوتبال ایران ۱۳۹۵
فینال جام حذفی فوتبال ایران ۱۳۹۵ فینال بیست و نهمین دوره مسابقات جام حذفی فوتبال ایران بود که در تاریخ ۹ خرداد ۱۳۹۵ برگزار شد. این بازی به میزبانی ورزشگاه نفت و گاز اروندان خرمشهر و بین دو تیم استقلال تهران و ذوب‌آهن اصفهان برگزار شد. برنده این بازی به لیگ قهرمانان آسیا ۲۰۱۷ راه یافت. ذوب آهن به عنوان مدافع عنوان قهرمانی خود در فصل قبل جام حذفی در این مسابقه حاضر شده بود. این بازی در وقت‌های قانونی و اضافه ۱–۱ مساوی شد و در ضربات پنالتی ۴–۵ به‌سود ذوب آهن تمام شد.

## پیشینه
این پنجمین حضور ذوب آهن در فینال و دهمین حضور استقلال در فینال جام حذفی بود. ذوب آهن پیش از این ۳ بار قهرمان جام حذفی شده بود و استقلال ۶ بار.

## جزئیات مسابقه
| ذوب‌آهن                                                                                | ۱ – ۱ (و.ا.) | استقلال                                         |
| ------------------------------------------------------------------------------------- | ------------ | ----------------------------------------------- |
| رحمتی ۲۰' (گل‌به‌خودی) · مظاهری '۳۳ · حدادی‌فر '۵۵ · حسینی '۸۷ · حمام '۹۹ · اسماعیل '۱۱۸ | گزارش        | مجیدی '۳۰ · ابراهیمی ۵۷' (پنالتی) · رمضانی '۱۱۸ |
| ضربات پنالتی                                                                          |              |                                                 |
| رجب‌زاده · مهدی‌پور · حسن‌زاده · حسینی · محمدی                                           | ۵ – ۴        | مجیدی · مکویان · ابراهیمی · رمضانی · کریمی      |

| ذوب‌آهن | استقلال |

|           | ذوب‌آهن:      |                   |      |
|           |              |                   |      |
| دروازه‌بان | ۱۲           | محمدرشید مظاهری   |      |
| مدافع     | ۳            | ولید اسماعیل      |      |
| مدافع     | ۳۳           | وحید محمدزاده     |      |
| مدافع     | ۴            | هادی محمدی        |      |
| مدافع     | ۱۸           | علی همام          |      |
| هافبک     | ۸            | قاسم حدادی‌فر (ک)  |      |
| هافبک     | ۱۱           | مرتضی تبریزی      | '۲۱  |
| هافبک     | ۱۶           | مهدی مهدی‌پور      |      |
| مهاجم     | ۲۳           | دانیال اسماعیلی‌فر | '۸۳  |
| مهاجم     | ۳۰           | مهدی رجب‌زاده      |      |
| مهاجم     | ۹            | کاوه رضایی        | '۱۰۱ |
|           | تعویضی‌ها:    |                   |      |
| هافبک     |              | محمدرضا حسینی     | '۲۱  |
| هافبک     |              | محمدرضا عباسی     | '۸۳  |
| مهاجم     |              | مسعود حسن‌زاده     | '۱۰۱ |
|           | سرمربی:      |                   |      |
|           | یحیی گل‌محمدی |                   |      |

|           | استقلال:     |                  |      |
|           |              |                  |      |
| دروازه‌بان | ۱            | مهدی رحمتی (ک)   |      |
| مدافع     | ۳۴           | میلاد فخرالدینی  |      |
| مدافع     | ۵            | حنیف عمران‌زاده   |      |
| مدافع     | ۱۵           | هرایر مکویان     |      |
| مدافع     | ۲۰           | میثم مجیدی       |      |
| مدافع     | ۳            | محمدرضا خرسندنیا | '۵۴  |
| هافبک     | ۶            | امید ابراهیمی    |      |
| هافبک     | ۸۸           | فرشید اسماعیلی   | '۱۰۷ |
| هافبک     | ۸            | یعقوب کریمی      |      |
| هافبک     | ۱۱           | جابر انصاری      |      |
| مهاجم     | ۷۷           | بهنام برزای      | '۷۲  |
|           | تعویضی‌ها:    |                  |      |
| هافبک     | ۹۹           | عادل شیحی        | '۵۴  |
| هافبک     | ۱۹           | علیرضا رمضانی    | '۷۲  |
| مهاجم     | ۹            | آرش برهانی       | '۱۰۷ |
|           | سرمربی:      |                  |      |
|           | پرویز مظلومی |                  |      |

| مقامات رسمی مسابقه - کمک داورها: - سجاد طوری - حسن ظهیری - جواد شرفی | قوانین بازی: - ۹۰ دقیقه - ۳۰ دقیقه وقت اضافه - ضربات پنالتی بعد از پایان وقت قانونی - ۷ نفر ذخیره برای هر تیم - ۳ تعویض برای هر تیم |